# Philipp Karl Hoffmann
Philipp Karl Hoffmann, né le 5 mars 1769 à Mayence où il est mort en 1842, est un pianiste et compositeur allemand.

## Biographie
Hoffmann étudia la philosophie et le droit, et ne cultiva d’abord la musique qu’en amateur. Dans sa jeunesse, il fit avec son frère, le violoniste virtuose Heinrich Anton un voyage à Francfort, où il connut Mozart, qui s’y était rendu à l’occasion du couronnement de l’empereur Léopold. L’illustre compositeur remarqua le talent des deux frères Hoffmann, encore enfants, et joua avec Philipp Karl ses belles sonates à quatre mains.
La mort du père des jeunes gens les laissa sans moyens d’existence et les obligea à chercher des ressources dans la musique. Philipp Karl donna des leçons de piano à Mayence ; mais bientôt, le siège de cette ville et les évènements qui en furent la suite, le forcèrent à se retirer dans le Rheingau, puis à Aschaffenbourg, où il se trouvait sans emploi en 1796. Là, il se sépara de son frère, et prit le parti de se rendre à Offenbach. Il y donna des leçons de piano et fut attaché à l’orchestre du concert de la ville, et à la musique particulière d’un riche négociant du nom de « Bernard ».
Vers la même époque, il se livra à l’étude de l’histoire naturelle, fut un des fondateurs de la société académique de Wetterau, et publia dans le premier cahier des mémoires de cette société un article sur l’entomologie. Deux voyages qu’il fit à Amsterdam et à Vienne le firent connaître avantageusement comme exécutant et comme compositeur. Dans cette dernière ville, il fit la connaissance de Haydn et de Beethoven, qui lui témoignèrent de l’estime.
En 1810, une occasion favorable s’offrit à lui pour aller à Saint-Pétersbourg : il y demeura onze ans, et acquit par les leçons et les concerts qu’il y donna des richesses assez considérables pour aller, vers la fin de 1821, vivre dans l’aisance à Francfort. Ses connaissances étendues l’avaient fait nommer, à Saint-Pétersbourg, membre de la société russe d’histoire naturelle. Il s’y lia aussi d’une étroite amitié avec l’astronome et conseiller d’État Schubert.
Le caractère distinctif du talent d’exécution de Philipp Karl Hoffmann consistait dans la netteté et la précision. Ses compositions avaient de la grâce et de l’originalité. Lorsque, dans ses dernières années, une attaque de paralysie ne lui permit plus de jouer du piano, il s’occupa encore de l’histoire naturelle, objet favori de ses études. II possédait une des plus belles collections d’insectes et de papillons en Europe.

## Œuvres
- Trios pour piano, violon et violoncelle, op. 1 et 4, Mayence et Offenbach, 1791 et 1795 ;
- Divers thèmes allemands, français et italiens, variés pour piano seul, op. 2, 3, 5, 6, 7, 8, Offenbach, 1791-1798 ;
- Deux rondos pour piano, op. 9, ibid. ;
- Fantaisie et ronde pour le clavecin, op. 10, Offenbach, 1800 ;
- Cadences pour quelques concertos de Mozart, ibid.
- Un opéra inédit.

## Sources
- François-Joseph Fétis, Biographie universelle des musiciens et biographie générale de la musique, t. 2, Bruxelles, Meline, Cans et Compagnie, 1839, p. 174.